# 구 영릉 석물 - 혼유석
혼유석(魂遊石)은 서울특별시 동대문구, 세종대왕기념관 경내에 있는 조선시대의 석상이다. 2002년 3월 15일 서울특별시의 유형문화재 제42-12호로 지정되었다.

## 개요
魂遊石은 床石이라고도 하는데, 封墳 앞 初階의 한 가운데 설치되는 方形의 石物이다. 현재의 英陵에는 魂遊石이 2基 설치되어 있으나 舊英陵에는 1基 설치되었다. 현재 남아 있는 魂遊石은 완전한 것이 아니고 東端이 약 44cm 정도 잘린 것이다. 절단된 부분에는 釘을 사용하여 인공으로 잘라낸 흔적이 남아 있다.

## 같이 보기
- 구 영릉 석물

## 참고 자료
- 구 영릉 석물 - 혼유석 - 국가유산청 국가유산포털